# Herinja vas
Herinja vas je naselje u slovenskoj Općini Novom Mestu. Herinja vas se nalazi u pokrajini Dolenjskoj i statističkoj regiji Jugoistočnoj Sloveniji. 

## Stanovništvo
Prema popisu stanovništva iz 2002. godine naselje je imalo 86 stanovnika.